# Радлек
Радлек (словен. Radlek) — поселення в общині Блоке, Регіон Нотрансько-крашка, Словенія. Висота над рівнем моря: 779,2 м.